# Elaphoglossum odontolepis
Elaphoglossum odontolepis är en träjonväxtart som beskrevs av John T. Mickel. Elaphoglossum odontolepis ingår i släktet Elaphoglossum och familjen Dryopteridaceae. Inga underarter finns listade.